# Hypsilurus schoedei
Hypsilurus schoedei — вид ігуаноподібних ящірок родини агамових (Agamidae). Ендемік Папуа Нової Гвінеї

## Поширення і екологія
Hypsilurus schoedei мешкають на острові Рамбутьйо в групі островів Адміралтейства, можливо, також на Манусі та на сусідніх островах. Вони живуть у вологих рівнинних тропічних лісах. Ведуть деревний спосіб життя.